# Milly-la-Forêt
Milly-la-Forêt és un municipi francès, situat al departament de l'Essonne i a la regió de Illa de França. L'any 2007 tenia 4.746 habitants.
Forma part del cantó de Mennecy, del districte d'Évry i de la Comunitat de comunes des 2 Vallées.

## Demografia

### Població
El 2007 la població de fet de Milly-la-Forêt era de 4.746 persones. Hi havia 1.952 famílies, de les quals 588 eren unipersonals (216 homes vivint sols i 372 dones vivint soles), 608 parelles sense fills, 640 parelles amb fills i 116 famílies monoparentals amb fills.
La població ha evolucionat segons el següent gràfic:
Habitants censats

### Habitatges
El 2007 hi havia 2.230 habitatges, 1.997 eren l'habitatge principal de la família, 111 eren segones residències i 122 estaven desocupats. 1.700 eren cases i 522 eren apartaments. Dels 1.997 habitatges principals, 1.379 estaven ocupats pels seus propietaris, 544 estaven llogats i ocupats pels llogaters i 74 estaven cedits a títol gratuït; 81 tenien una cambra, 184 en tenien dues, 377 en tenien tres, 456 en tenien quatre i 899 en tenien cinc o més. 1.444 habitatges disposaven pel capbaix d'una plaça de pàrquing. A 909 habitatges hi havia un automòbil i a 831 n'hi havia dos o més.

### Piràmide de població
La piràmide de població per edats i sexe el 2009 era:
| Homes | Edats   | Dones |
| ----- | ------- | ----- |
| 4     | 95 o +  | 8     |
| 4     | 90 a 94 | 44    |
| 48    | 85 a 89 | 48    |
| 20    | 80 a 84 | 52    |
| 88    | 75 a 79 | 104   |
| 80    | 70 a 74 | 128   |
| 84    | 65 a 69 | 120   |
| 108   | 60 a 64 | 112   |
| 100   | 55 a 59 | 132   |
| 144   | 50 a 54 | 172   |
| 168   | 45 a 49 | 164   |
| 188   | 40 a 44 | 172   |
| 176   | 35 a 39 | 216   |
| 136   | 30 a 34 | 180   |
| 136   | 25 a 29 | 124   |
| 108   | 20 a 24 | 92    |
| 164   | 15 a 19 | 112   |
| 224   | 10 a 14 | 180   |
| 108   | 5 a 9   | 112   |
| 124   | 0 a 4   | 120   |

## Economia
El 2007 la població en edat de treballar era de 2.945 persones, 2.157 eren actives i 788 eren inactives. De les 2.157 persones actives 2.039 estaven ocupades (1.063 homes i 976 dones) i 118 estaven aturades (63 homes i 55 dones). De les 788 persones inactives 302 estaven jubilades, 248 estaven estudiant i 238 estaven classificades com a «altres inactius».

### Ingressos
El 2009 a Milly-la-Forêt hi havia 1.994 unitats fiscals que integraven 4.840 persones, la mediana anual d'ingressos fiscals per persona era de 22.368 €.

### Activitats econòmiques
Dels 371 establiments que hi havia el 2007, 4 eren d'empreses extractives, 6 d'empreses alimentàries, 2 d'empreses de fabricació de material elèctric, 19 d'empreses de fabricació d'altres productes industrials, 38 d'empreses de construcció, 85 d'empreses de comerç i reparació d'automòbils, 14 d'empreses de transport, 22 d'empreses d'hostatgeria i restauració, 7 d'empreses d'informació i comunicació, 17 d'empreses financeres, 23 d'empreses immobiliàries, 50 d'empreses de serveis, 55 d'entitats de l'administració pública i 29 d'empreses classificades com a «altres activitats de serveis».
Dels 97 establiments de servei als particulars que hi havia el 2009, 1 era una gendarmeria, 1 oficina de correu, 6 oficines bancàries, 1 funerària, 6 tallers de reparació d'automòbils i de material agrícola, 1 taller d'inspecció tècnica de vehicles, 1 autoescola, 6 paletes, 8 guixaires pintors, 5 fusteries, 7 lampisteries, 3 electricistes, 2 empreses de construcció, 11 perruqueries, 3 veterinaris, 16 restaurants, 14 agències immobiliàries, 1 tintoreria i 4 salons de bellesa.
Dels 32 establiments comercials que hi havia el 2009, 1 era un hipermercat, 1 un supermercat, 3 botiges de menys de 120 m², 4 fleques, 3 carnisseries, 2 llibreries, 4 botigues de roba, 1 una botiga de roba, 1 una botiga d'equipament de la llar, 2 botigues d'electrodomèstics, 2 botigues de mobles, 1 una botiga de mobles, 1 un drogueria, 1 una perfumeria i 5 floristeries.
L'any 2000 a Milly-la-Forêt hi havia 17 explotacions agrícoles que ocupaven un total de 1.155 hectàrees.

## Equipaments sanitaris i escolars
Els 2 equipaments sanitaris que hi havia el 2009 eren farmàcies.
El 2009 hi havia 1 escola maternal i 2 escoles elementals. Milly-la-Forêt disposava d'un col·legi d'educació secundària amb 619 alumnes.

## Poblacions més properes
El següent diagrama mostra les poblacions més properes.